# Иглесиас Льоренте, Франсиско Мария
Франсиско Мария Иглесиас Льоренте (исп. Francisco María Iglesias Llorente; 28 октября 1825, Картаго — 8 ноября  1903, Сан-Хосе) — коста-риканский политический, государственный и дипломатический деятель, историк, юрист. Член Королевской академии испанского языка (с 1891).

## Биография
Сын политика. Получил диплом бакалавра права в Университете Сан-Томас в Коста-Рике, ректором которого был в 1856 г. Продолжил учёбу в бразильском Университете Сан-Паулу.
С 1852 по 1856 год был заместителем мэра Сан-Хосе. В 1856 году участвовал в заговоре против президента Хуана Рафаэля Мора Порраса, за что был выслан из страны. Вернулся на родину после свержения Мора, и был назначен министром иностранных дел и народного просвещения (1861—1863). Министр внутренних дел Коста-Рики (1864—1865).
В 1863—1867 и 1867—1868 годах — Президент Конституционного Собрания Коста-Рики, президент Сената (1868), член Учредительного собрания (1871).
В 1873 году отправлен посланником Коста-Рики в Великобританию, на этой должности работал до 1877 года. С 1883 по 1890 году — директор Национального архива.
В 1890 году был избран депутатом Законодательного собрания Коста-Рики и назначен президентом Конституционного Конгресса (до 1892). В 1900 году вновь избран депутатом и президентом Конгресса.

## Научная деятельность
Издал несколько исторических работ, в том числе биографию своего отца Хоакина де Иглесиаса, в серии под названием «Pro Patria» (1899), сборник Later Documents of Independence(1899—1903). Автор ряда официальных текстов и очерков. Министерство иностранных дел и культуры Коста-Рики опубликовало подборку основные его сочинения в одном томе под названием Joaquín de Iglesias y otras páginas (2018).